# Charlie Haas
Charles Doyle Haas II (27 de marzo de 1972) es un luchador profesional estadounidense retirado. Haas es conocido por haber trabajado para la World Wrestling Entertainment desde 2002 hasta 2010 y en Ring of Honor desde 2010 hasta 2013. Además, fue junto a Shelton Benjamin el equipo conocido como Worlds/Wrestlings Greatest Tag Team. A lo largo de su carrera ha ganado varios campeonatos, destacando tres reiandos como Campeón en Parejas de la WWE (2 junto a Benjamin y uno junto a Rico) y dos reinados como Campeón Mundial en Parejas de ROH, también con Benjamin.

## Carrera

### Inicios
Charlie Haas regularmente hizo pareja con su hermano Russ Haas para numerosas promociones independientes, la más notable en la East Coast Wrestling Asociation de Jim Kettner, antes de trabajar en la WWE. Los 2 trabajaron juntos en las ligas de pareja en la Heartland Wrestling Association (HWA), y después en Ohio Valley Wrestling (OVW). Trágicamente, Russ Haas murió por un ataque cardiaco, debido a una condición de su corazón, el 15 de diciembre del 2001, a la edad de 27 años. En honor a la memoria de su fallecido hermano, Charlie empezó a usar el nombre de R.C. Haas (Russ Charlie) antes de ser llamado para formar parte de las superestrellas de la WWE.

### World Wrestling Federation/ Entertainment (2000-2005,2006-2010)

#### 2003
A principios de año, formaría un equipo con Shelton Benjamin y capitaneado por Kurt Angle, llamado Team Angle. Él y Benjamin empezarían un feudo con Chris Benoit y Edge. Haas participaría en el Royal Rumble, en la Royal Rumble Match entrando el número 19, siendo eliminado por Brock Lesnar. Más tarde continuó el feudo entre el y Benjamin esta vez solo con Benoit. En No Way Out, ya que Angle tenía un feudo con Lesnar, el team Angle se enfrentaría a Benoit y a Lesnar, ganando estos últimos. Semanas antes, el 3 de febrero de 2003 ganarían los Campeonatos por Parejas de la WWE frente a los guerreros. Para Wrestlemania XIX Haas y Benjamin se enfrentaron a Los Guerreros y a Chris Benoit y Rhyno por los títulos, ganando los campeones.
En Backlash retendrían el Campeonato frente a Los Guerreros, pero en Judgment Day, Eddie continuo la lucha con Tajiri a su lado en un Ladder Match ganando los campeonatos. Esto provocó la furia de Angle, disolucionando el equipo.

#### 2005-2007
Haas eventualmente se volvió face, y con su representante Miss Jackie de su lado, empezaron a hacer pareja con Rico para ganar los campeonatos en pareja una vez más. Después de que Rico fue liberado de su contrato, Haas estuvo como individual una vez más, acompañado de Miss Jackie. Haas fue el perdedor de una lucha contra Luther Reigns en The Great American Bash.
Charlie Haas regresó en abril luego de que la WWE le renovara el contrato. Estuvo luchando individualmente hasta que por mediados de noviembre hiciera pareja con Viscera. En Cyber Sunday fueron derrotados por Cryme Tyme (JTG y Shad Gaspard) en un Texas Tornado Match por una oportunidad por los Campeonatos Mundiales en Parejas en la lucha también participaron Los Highlanders y Lance Cade & Trevor Murdoch. Más adelante se volvería a juntar con Shelton Benjamin para formar La pareja más grandiosa del mundo.

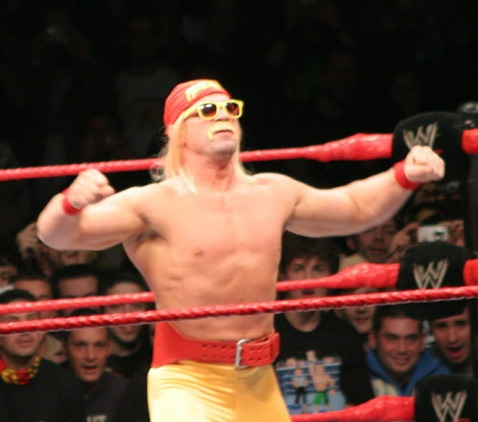
Haas imitando a Hulk Hogan.

En el evento New Year's Revolution 2007 no lograron ganar la Eliminación de parejas, la cual ganó Cryme Tyme, pero lograron eliminar a Los Highlanders y a Jim Duggan & Super Crazy. Durante los meses siguientes siguió haciendo pareja con Shelton, Tuvieron la oportunidad de ganar los Campeonatos Mundiales en Parejas en One Night Stand pero fueron derrotados por Matt & Jeff Hardy.

#### 2008-2010
Después de estar luchando en HEAT, Hass adoptó un gimmick de imitador, entrando al ring vestido como algún luchador. Dentro de estas imitaciones se encuentran las de "Charlito", "Charlie Haas Layfield","John Chena", "Charlie Marella", "Jim Haas", "Haas Hogan" "Stone Cold Steve Haastin" "Beth phoenix""Glamahaas The Great Charli MVC" Bret The Hitman Haas Etc.
El 15 de abril de 2009, fue enviado a la marca SmackDown! por el draft suplementrario.
El 8 de mayo volvió a formar el The World's Greatest Tag Team junto a Shelton Benjamin, acompañándole durante su feudo con John Morrison. El equipo se volvió a separar el 29 de junio cuando Benjamin fue transferido a la ECW. Posteriormente comenzó a luchar individualmente y en parejas junto con Mike Knox, siendo derrotado en varias ocasiones.El 28 de febrero de 2010 fue despedido de la empresa.

### Circuito independiente (2010-2011)
Tras ser despedido, Haas volvió a luchar en el circuito independiente. El 20 de marzo de 2010, Haas apareció por sorpresa en la Jersey All Pro Wrestling y derrotó a Devon Moore, ganando el Campeonato del Estado de New Jersey. El 22 de mayo, Haas y el Campeón Peso Pesado de la JAPW Dan Maff pusieron sus títulos en juego en una lucha en parejas contra the Hillbilly Wrecking Crew (Brodie Lee & Necro Butcher). Al final de la lucha, Maff atacó a Haas con una silla, dejando que Lee le cubriera y perdiera el título.
También ganó otro título el 10 de septiembre de 2010 al derrotar a Michael Faith, ganando el Campeonato Peso Pesado de Texas de la NWA, pero tras 90 días sin defenderlo, fue dejado vacante. Dos semanas después participó en la promoción Los Perros del Mal, luchando junto a Extreme Tiger & Jack Evans contra Hernández, Super Crazy & X-Fly, quedando empate. También participó en una gira por el aniversario de la Al Japan Pro Wrestling (AJPW), luchando como parte del stable Voodoo Murders, luchando el 24 de octubre junto a Big Daddy Voodoo por el Campeonato Mundial Unificado en Parejas de la AJPW de Taiyo Kea & Akebono, pero fueron derrotados.
En noviembre se volvió a unir a Benjamin durante una gira con la American Wrestling Rampage (AWR), donde perdieron el 10 y el 13 de noviembre ante La Resistance (Rene Dupree & Sylvan Grenier), pero el 14 derrotaron a Scott Steiner & Booker T. En mayo de 2011, participó en la primera gira de la New Japan Pro Wrestling en los Estados Unidos. En el evento principal de la primera noche, el 13 de mayo, hizo pareja con Rhino, derrotando al Campeón Peso Pesado de la IWGP Hiroshi Tanahashi & Togi Makabe. El 20 de agosto, derrotó a Jay Lethal y a Eric Young en un evento de la Family Wrestling Entertainment, ganando el Campeonato Peso Pesado de la FWA. Sin embargo, el 17 de diciembre lo perdió ante Young.

### Ring of Honor (2010-2013)
El 11 de septiembre, Haas volvió a hacer equipo con Shelton Benjamin, siendo conocidos como Wrestling's Greatest Tag Team en Ring of Honor (ROH). Ambos lucharon contra los Campeones Mundiales en Parejas de ROH The Kings of Wrestling (Claudio Castagnoli & Chris Hero) el 11 de septiembre de 2010 en Glory By Honor IX, perdiendo Haas & Benjamin la lucha.Tras esto, firmaron un contrato con ROH, debutando en ROH on HDNet el 9 de diciembre, derrotando a The Barvado Brothers. Además, como parte de la alianza con la Ohio Valley Wrestling (OVW), el día anterior lucharon en la OVW, derrotando a The Elite. El 10 de diciembre, Haas & Bejamin derrotaron a the All-Night Xpress ( Kenny King & Rhett Titus) antes de participar en una lucha junto a the Briscoe Brothers contra the Kings of Wrestling & the All-Night Xpress, quedando empate. En el evento 9th Anniversary Show, Haas & Benjamin derrotaron a the Briscoe Brothers en el evento principal de la noche, ganando una oportunidad por los Campeonatos Mundiales en Parejas de Kings of Wrestling. El 1 de abril, en Honor Takes Center Stage Chapter 1, Haas & Benjamin derrotaron a the Kings of Wrestling, ganando los títulos.
El 26 de junio en Best in the World 2011, Benjamin & Haas defendieron los títulos ante the Briscoe Brothers, the Kings of Wrestling y the All-Night Express. Sin embargo, después del combate, fueron asaltados por the Briscoe Brothers con sillas. Finalmente, en Final Battle, perdieron los títulos ante the Briscoe Brothers. El 12 de mayo de 2012 en Border Wars, recuperaron los títulos al derrotar a los campeones. El 24 de junio en Best in the World 2012, perdieron los títulos ante All Night Xpress (Kenny King & Rhett Titus). Debido a que King fue despedido de ROH, los títulos se quedaron vacantes y como la empresa suspendió a Benjamin (Kayfabe) por mala conducta, Titus y Haas decidieron formar pareja para entrar a un torneo por los títulos. El 15 de septiembre lograron en Death Before Dishonor X: State of Emergency, acompañados por Benjamin, llegar a la final, pero fueron derrotados por S.C.U.M. (Jimmy Jacobs & Steve Corino). Esta derrota hizo que WGTT reiniciaran su feudo con Titus, quien buscó a B.J. Whitmer como compañero. Se enfrentaron en Glory by Honor XI, saliendo ganadores y culminaron el feudo en Final Battle 2012: Doomsday, donde derrotarona a Titus & Whitmer en un New York a Street Fight, donde Haas lanzó a BJ a través de una mesa.
Tras esto, WGTT tuvieron una última oportunidad el 13 de febrero contra los Briscoe por los Campeonatos Mundiales en Parejas, donde si perdían, debían disolverse. Durante el transcurso del combate, Haas traicionó a Benjamin aplicándole una "Olimpic Slam", perdiendo el combate y disolviéndose el equipo definitivamente. Tras esto, siguió enfrentándose a Whitmar, enfrentándose en el 11 Anniversary Show de ROH en un No Holds Barred, donde Whitmer derrotó a Haas después de que el árbitro parara el combate por los continuos golper que BJ estaba lanzando a Haas. Durante el combate, Benjamin hizo su regreso, intentando atacar a Haas. Por eso, se pactó un combate entre ambos en Supercard of Honor, el 6 de abril. Sin embargo, el 30 de marzo, Haas anunció por Twitter su retiro de la lucha libre profesional tras 17 años de carrera.

## Campeonatos y logros
- Ballpark Brawl

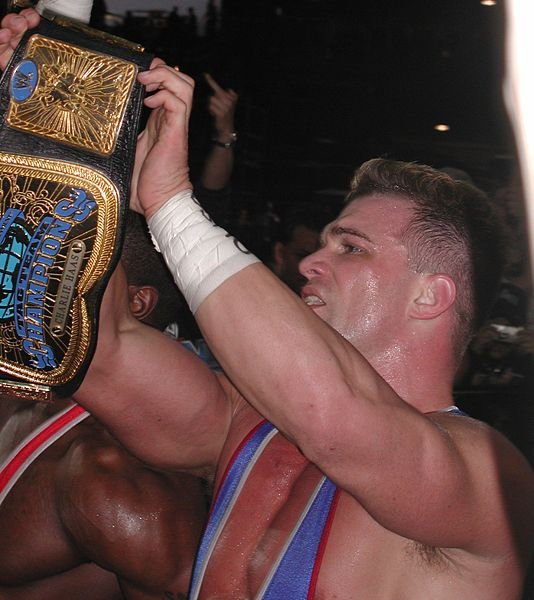
Haas como Campeón en Parejas de la WWE.

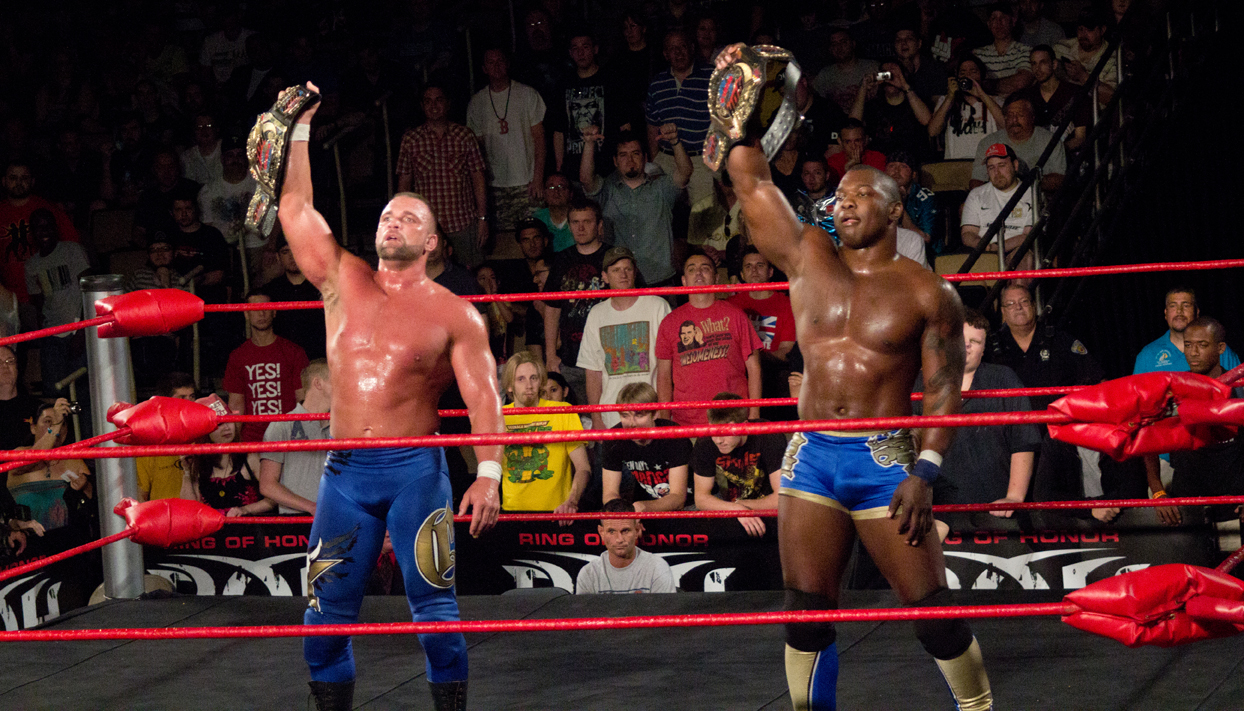
Charlie Haas & Shelton Benjamin sosteniendo los Campeonatos Mundiales en Parejas de ROH.

  - Natural Heavyweight Championship (1 vez)[4]

- Combat Zone Wrestling
  - CZW World Tag Team Championship (1 vez) – con Russ Haas[24]

- East Coast Wrestling Association
  - ECWA Tag Team Championship (1 vez) – con Russ Haas[2]
  - ECWA Hall of Fame (Clase of 2004)[25]

- Family Wrestling Entertainment
  - FWE Heavyweight Championship (1 vez)

- Heartland Wrestling Association
  - HWA Heavyweight Championship (1 vez)[26]

- Jersey All Pro Wrestling
  - JAPW New Jersey State Championship (1 vez)
  - JAPW Tag Team Championship (2 veces) – con Russ Haas[27]
  - JAPW Hall of Fame (Clase of 2007)[5]

- Memphis Championship Wrestling
  - MCW Southern Tag Team Championship (3 veces) – con Russ Haas[2]

- National Wrestling Alliance
  - NWA Texas Heavyweight Championship (1 vez)[11]

- Pennsylvania Championship Wrestling
  - PCW Tag Team Championship (1 vez) – con Russ Haas[2]

- Phoenix Championship Wrestling
  - Russ Haas Memorial Tag Team Tournament (2002) – con Nova[2]

- Ring of Honor
  - ROH World Tag Team Championship (2 veces) - con Shelton Benjamin

- World Wrestling Entertainment
  - WWE Tag Team Championship (3 veces) – con Shelton Benjamin (2) y Rico (1)[7]
  - Slammy Award (1 vez)
    - Best Impersonation (2008) The GlamaHaas

- Pro Wrestling Illustrated
  - Equipo del año (2003) con Shelton Benjamin (The World's Greatest Tag Team)[28]
  - Situado en el N°341 en los PWI 500 de 2000[29]
  - Situado en el N°121 en los PWI 500 de 2001[30]
  - Situado en el N°134 en los PWI 500 de 2002[31]
  - Situado en el N°25 en los PWI 500 de 2003[32]
  - Situado en el N°40 en los PWI 500 de 2004[33]
  - Situado en el N°68 en los PWI 500 de 2005[34]
  - Situado en el N°138 en los PWI 500 de 2006[35]
  - Situado en el N°162 en los PWI 500 de 2007[36]
  - Situado en el N°184 en los PWI 500 de 2008[37]
  - Situado en el N°122 en los PWI 500 de 2009[38]
  - Situado en el N°79 en los PWI 500 de 2011[39]
  - Situado en el N°53 en los PWI 500 de 2012[40]